# Descampsacris serrulatum
Descampsacris serrulatum is een rechtvleugelig insect uit de familie Ommexechidae. De wetenschappelijke naam van deze soort is voor het eerst geldig gepubliceerd in 1824 door Thunberg.